# Football Manager 2006
Football Manager 2006 är ett datorspel skapat av Sports Interactive. Spelet säljs i USA och Kanada under namnet Worldwide Soccer Manager 2006.
Spelet finns till Microsoft Windows, Mac OS, Xbox 360 och PSP.
FM 2006 är en vidareutveckling av det tidigare Football Manager 2005 och inkluderar en "team talk" funktion där man kan ge sina spelare beröm eller en utskällning och ett ändrat träningsupplägg.

## Officiella länkar
- www.sigames.com Speltillverkarnas officiella webbplats
- www.footballmanager.net Den officiella webbplatsen för Football Manager